# Подпеца
Подпеца (словен. Podpeca) — поселення в общині Чрна-на-Корошкем, Регіон Корошка, Словенія. Висота над рівнем моря: 929,2 м.